# توزیع لاگ-نرمال
توزیع لاگ-نرمال (به انگلیسی: log-normal یا lognormal) در نظریه احتمال نوعی توزیع احتمال پیوسته برای یک متغیر تصادفی است، که لگاریتم آن به صورت نرمال توزیع شده‌است.
از این رو اگر متغیر تصادفی X به صورت لاگ-نرمال توزیع شده باشد، آنوقت Y = ln(X) دارای توزیع نرمال است. به بیان دیگر، اگر Yدارای توزیع نرمال باشد، آنوقت تابع نمایی Y، یعنی X = exp(Y) دارای توزیع لاگ-نرمال است. متغیر تصادفی که به صورت لاگ-نرمال توزیع شده‌است، فقط مقادیر مثبت و حقیقی را می‌پذیرد.

رابطه بین توزیع‌های نرمال و لاگ-نرمال. اگر به صورت نرمال توزیع شده باشد، آنوقت به صورت لاگ-نرمال توزیع شده‌است.

توزیع لاگ-نرمال مدلی مفید و مناسب برای اندازه‌گیری‌ها در علوم دقیق و مهندسی، مثل پزشکی، اقتصاد و دیگر عناوین است (مثلا انرژی، غلظت، طول، بازدهی مالی، و دیگر سنجه‌ها).
به این توزیع، بعضی مواقع توزیع گالتون (به انگلیسی: Galton distribution) هم می‌گویند که به افتخار فرانسیس گالتون نامگذاری شده‌است. توزیع لاگ-نرمال با دیگر اسامی مثل مک آلیستر (به انگلیسی: McAlister), جبرات (به انگلیسی: Gibrat) و کاب – داگلاس (به انگلیسی: Cobb–Douglas) نیز مرتبط است.
یک فرایند لاگ-نرمال، یک فهم آماری از حاصل‌ضرب چندین متغیر تصادفی مستقل است، که همه آن‌ها مثبت هستند. این موضوع از طریق درنظرگرفتن قضیه حد مرکزی در دامنه لاگ قابل توجیه است. توزیع لاگ-نرمال همان توزیع احتمال با آنتروپی حداکثری برای متغیر تصادفی X است که در آن میانگین و واریانس ln(X) از قبل معین بوده‌است.

## تعاریف

### تولید و پارامترها
فرض کنید که {\displaystyle Z} یک متغیر تصادفی با توزیع نرمال استاندارد باشد، و همچنین فرض کنید که {\displaystyle \mu } و {\displaystyle \sigma >0} دو عدد حقیقی باشند. آنوقت توزیع متغیر تصادفی
{\displaystyle X=e^{\mu +\sigma Z}}
یک توزیع لاگ-نرمال با پارامترهای {\displaystyle \mu } و {\displaystyle \sigma } نامیده می‌شود. این پارامترها مقدار چشمداشتی (یا میانگین) و انحراف معیار برای لگاریتم طبیعی متغیر {\displaystyle X} هستند، و نه خود {\displaystyle X}.